# Hira Lal
Hira Lal est un skieur alpin indien.
Il a représenté son pays lors des Jeux olympiques d'hiver de 2006. Il a participé au slalom géant, mais n'a pas terminé la première manche de l'épreuve.